# Paracomitas augusta
Paracomitas augusta är en snäckart. Paracomitas augusta ingår i släktet Paracomitas och familjen Turridae.

## Underarter
Arten delas in i följande underarter:
- P. a. augusta
- P. a. powelli